# Patriote de Sousse
Pour les articles homonymes, voir PS.
 (février 2019).
Si vous disposez d'ouvrages ou d'articles de référence ou si vous connaissez des sites web de qualité traitant du thème abordé ici, merci de compléter l'article en donnant les références utiles à sa vérifiabilité et en les liant à la section « Notes et références ».
Maillots
Le Patriote de Sousse (arabe : باتريوت سوسة) est un club tunisien de football fondé en 1904 et disparu en 1993.
Basé dans la ville de Sousse, le club doyen du pays a été la section football du club omnisports du même nom. Mais ses activités se limitent de nos jours à l'haltérophilie et à la boxe sous la présidence de Moncef Sehili, fils de Rachid Sehili, une figure emblématique du club.
Alors que ses premières activités de gymnastiques datent de 1896, le club est fondé par un groupe de Français de Sousse, avec à leur tête Charles Henri Cachelou.

## Histoire
Le football fait son apparition au sein du club après la Première Guerre mondiale ; l'association se dote de son propre stade, le stade Charles-Ganem (futur stade Henri-Cachelou puis M'hamed-Marouf), qui est inauguré le 1er avril 1922 par une rencontre contre l'Union sportive soussienne. Le premier joueur tunisien à porter le maillot du club est Rabah Ben Salem.
Entre 1930 et 1934, le club fusionne avec le Club sportif des cheminots de Sousse pour constituer l'Union sportive Patriote-Cheminots (USPC). Le club, où jouent notamment Ammar Bouguenzi et Abdelhamid Belal, remporte le championnat de promotion d'honneur centre en 1930, ce qui lui permet de monter en division d'honneur centre-sud (équivalent d'une poule de Ligue I). Mais, trois ans plus tard, il rétrograde en promotion d'honneur et retrouve son nom et son identité pour une courte période. En 1936, la Patriote, le Red Star de Sousse et la Maccabi de Sousse fusionnent et créent le Football Club de Sousse (FCS). Seul le gardien de but Ameur Braïek, parmi les Tunisiens musulmans, réussit à conserver sa place au sein d'une formation trop forte au centre-sud mais pas assez au niveau national puisqu'elle perd la finale du championnat contre l'Italia (0-3).
L'année suivante, les supporters exigent la restitution du nom de leur club : l'association devient la Patriote-Football Club de Sousse (PFCS) où Kamel Ben Amor retrouve sa place. De 1941 à 1946, la Patriote de Sousse participe à des critériums régionaux et, avec la réorganisation des compétitions en 1947, fait partie de l'élite avec le parcours suivant :
| Saison    | Classement | Joués | Gagnés | Nuls | Perdus | B.P. | B.C. | Meilleurs buteurs                                                                            |
| --------- | ---------- | ----- | ------ | ---- | ------ | ---- | ---- | -------------------------------------------------------------------------------------------- |
| 1946-1947 | 8          | 16    | 3      | 2    | 11     | 11   | 35   | Joseph Mazouz (4), Roger Moussu (2)                                                          |
| 1947-1948 | 8          | 18    | 4      | 4    | 10     | 24   | 44   | Charles Cimalando (7), Gallo I[Qui ?] et Edmond Gallo (4), Joseph Mazouz et Roger Moussu (3) |
| 1948-1949 | 7          | 18    | 4      | 4    | 10     | 22   | 41   | Charles Cimalando (9), Roger Moussu, Joseph Mazouz et Edmond Gallo (4)                       |
| 1949-1950 | 10         | 22    | 5      | 5    | 12     | 29   | 46   | Charles Cimalando (10), Joseph Mazouz (5), Roger Moussu et Tibi[Qui ?] (3)                   |
| 1950-1951 | 9          | 22    | 8      | 1    | 13     | 31   | 43   | Charles Cimalando (9), Vela[Qui ?] (6), Joseph Mazouz (5), Roger Moussu (3)                  |
| 1953-1954 | 10         | 22    | 6      | 5    | 11     | 36   | 64   | Aldo Cicero (8), Charles Cimalando et Marcel Tahar (6), Houcine[Qui ?] et Vincent Angeli (4) |
| 1954-1955 | 6          | 22    | 8      | 6    | 8      | 32   | 32   | Vincent Angeli (9), Albert Cohen (6), Lucien Angeli et Aldo Cicero (4)                       |
| 1955-1956 | 12         | 22    | 2      | 2    | 18     | 19   | 77   | Vincent Angeli (5), Albert Colombo et Aldo Cicero (2)                                        |

Avec l'indépendance de la Tunisie et le départ des Français, l'équipe déclare forfait mais un groupe de passionnés réunis autour de Mustapha Nabli, Rachid Sehili et Abdelhamid Ben Abdeljelil recréent le club le 9 mars 1958. Sehili entraîne l'équipe qui retrouve rapidement la seconde division où elle joue les premiers rôles, notamment en 1961-1962, en bénéficiant de l'apport de plusieurs joueurs de l'Étoile sportive du Sahel (ESS) qui avait alors été dissoute (Moncef Gnaba, Salem Kedadi, Laaroussi Gnaba, Hédi Sahli, Béchir Mezzaz, etc.).
La réhabilitation de l'ESS la vide de son effectif et le président Ben Abdeljelil se retire ; l'équipe est à nouveau en sommeil. Sehili la réanime en assumant presque toutes les tâches (président, secrétaire général, directeur technique puis entraîneur). Il arrive même à retrouver la division nationale en 1975. Mais les exigences matérielles du football sont devenues trop lourdes et le club se stabilise en division régionale.
En 1992-1993, l'ESS, premier club de Sousse, termine parmi les derniers de la Ligue I à un point seulement du relégué. Les autorités décident alors de sacrifier tous les autres clubs de la ville (STIA Sousse, Patriote, Avenir sportif de Sousse et Football Club de Zouhour) à l'exception du Stade soussien, afin que toutes les ressources soient consacrées au premier club. Ainsi se termine l'histoire mouvementée du club même si une petite poignée de sportifs défendent encore ses couleurs.

## Palmarès et bilan

### Palmarès
- Championnat de Tunisie de Ligue II (1)
  - Champion : 1974 (poule Sud)

### Bilan enLigue I
| Saison    | Classement | Joués | Gagnés | Nuls | Perdus | B.P. | B.C. | Meilleurs buteurs                                     |
| --------- | ---------- | ----- | ------ | ---- | ------ | ---- | ---- | ----------------------------------------------------- |
| 1974-1975 | 14         | 26    | 2      | 9    | 15     | 23   | 56   | Habib Akid (6), Lotfi Chaouch (5), Ahmed Chouchan (4) |

## Entraîneurs
- Rachid Sehili : 1954-1955, 1958-1962, 1965-1975, 1976-1978
- Béchir Jerbi : 1963-1965
- Kamel Sayeh : 1975-1976, 1978
- Ameur Chebbi : 1978-1979, 1980-1982
- Ridha Sayeh : 1979-1980
- Mohamed Ben Afia : 1982-1985
- Mounir Ben Brahim : 1985-1986, 1989-1990
- Lotfi Chaouch : 1986-1987
- Ahmed Gaaloul : 1987-1989, 1990
- Hamadi Gabsi : 1990-1992
- Abdesselam Adhouma : 1992-1993